# كلارنس إي. هانكوك
كلارنس إي. هانكوك (بالإنجليزية: Clarence Eugene Hancock)‏ هو محامي وسياسي أمريكي، ولد في 13 فبراير 1885 في سيراكيوز في الولايات المتحدة، وتوفي في 3 يناير 1948 في واشنطن العاصمة في الولايات المتحدة. حزبياً، نشط في الحزب الجمهوري. وقد انتخب عضو مجلس النواب الأمريكي عن دائرة New York's 36th congressional district ‏ (3 يناير 1945 – 3 يناير 1947).